# 1712 en science
| Années de la science : 1709 - 1710 - 1711 - 1712 - 1713 - 1714 - 1715    |
| Décennies de la science : 1680 - 1690 - 1700 - 1710 - 1720 - 1730 - 1740 |

Cet article présente les faits marquants de l'année 1712 en science.

## Événements

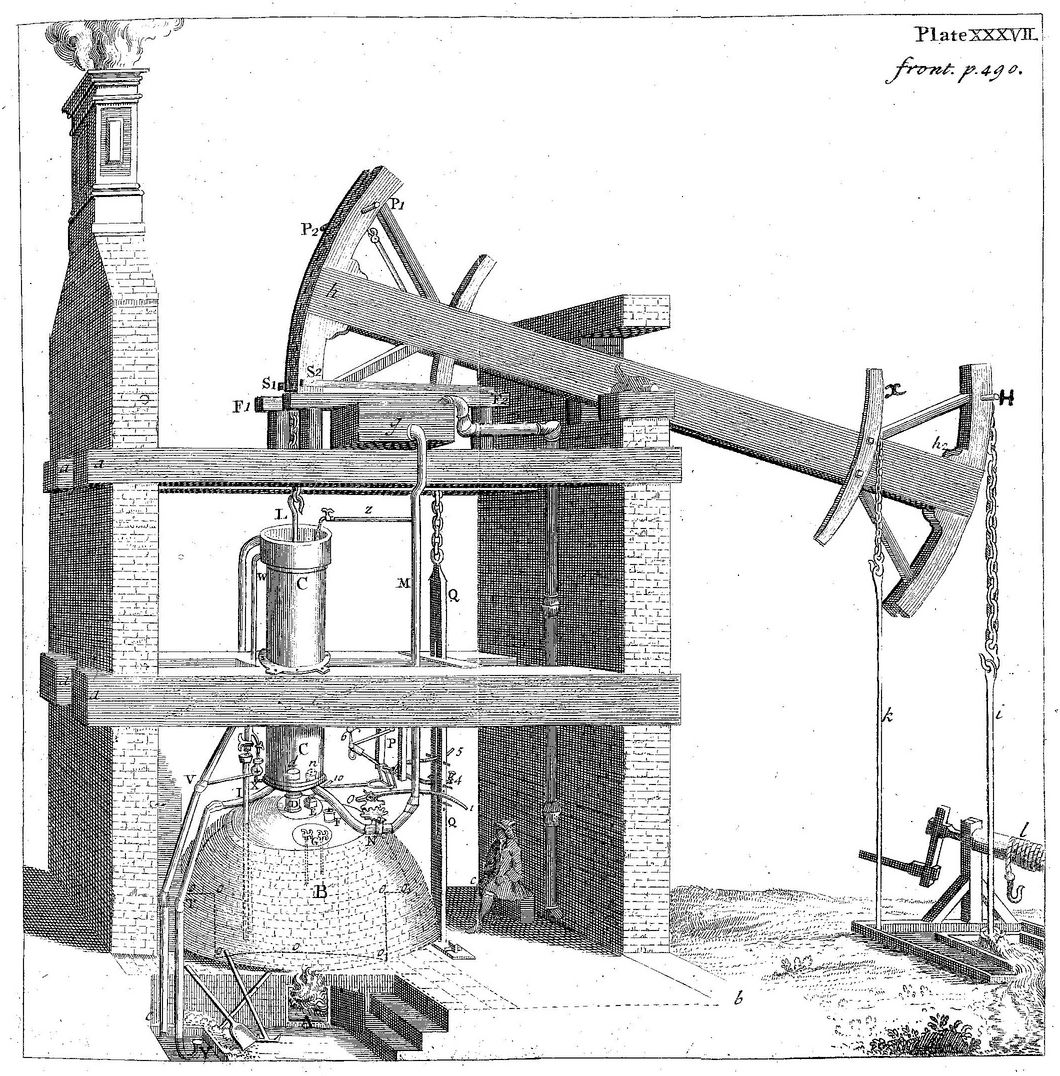
Machine de Newcomen. A Course of Experimental Philosophy, 1734,

- Octobre-novembre : les Britanniques Thomas Newcomen et John Calley (en) (ou Cawley) font la démonstration à Londres d'une machine à vapeur aussi appelé « machine atmosphérique » ; elle est utilisée pour pomper l’eau d’une mine de charbon du Staffordshire[1]. Le rendement reste très faible. Améliorée par James Watt, elle deviendra la machine à vapeur.

- Giacomo Filippo Maraldi publie dans les Mémoires de l'Académie des Sciences son calcul expérimental des angles des rhombes des alvéoles d'abeilles[2].

## Publications
- John Flamsteed : 'Historia Coelestis Britannica, publiée pour la première fois (et contre sa volonté) par Isaac Newton et Edmond Halley ; elle introduit la désignation de Flamsteed. Une version définitive, approuvée par Flamsteed, est publiée de manière posthume en 1725[3].
- Engelbert Kaempfer : Amœnitatum exoticarum politico-physico-medicarum fasciculi V. Il donne la première description connue du soja en Europe et mentionne la fabrication du shoyu, du miso du kōji et du sake au Japon[4].
- Seki Kōwa : Katsuyō sanpō (Compendium de mathématique en quatre livres), posthume. Publication de la découverte des nombres dits de Bernoulli indépendamment de Jacques Bernoulli en Europe[5].

## Naissances

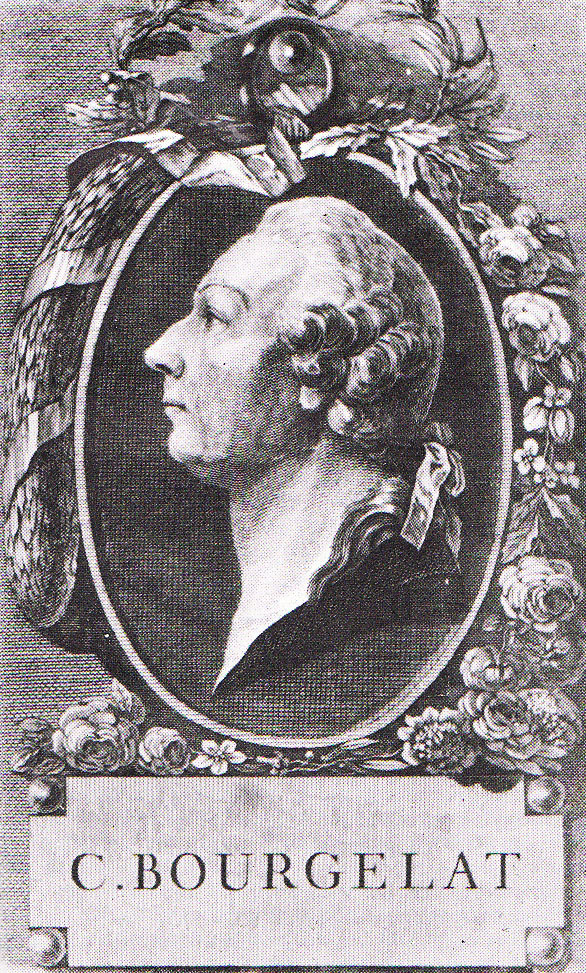
Claude Bourgelat

- 8 mars : John Fothergill (mort en 1780), médecin anglais.
- 27 mars : Claude Bourgelat (mort en 1779), chirurgien vétérinaire français.
- 26 juillet : Jean Jallabert (mort en 1768), mathématicien, physicien et politicien genevois.
- 31 juillet : Samuel König (mort en 1757), mathématicien allemand.
- 12 août : Karl Jakob Weber (mort en 1764), ingénieur, architecte, archéologue amateur suisse.
- 28 octobre : Jacques Mathon de La Cour (mort en 1777), mathématicien, mécanicien et musicien français.

- Angélique du Coudray, sage-femme, auteur d'un manuel (ou 1714-1715[6]).

## Décès
- 2 février : Martin Lister (né vers 1638), naturaliste anglais.
- 25 mars : Nehemiah Grew (né en 1641), naturaliste anglais.
- 29 août : Gregory King (né en 1648), statisticien anglais.
- 14 septembre : Giovanni Cassini (né en 1625), astronome italien.
- 30 octobre : Noël Chomel (né en 1633), agronome, encyclopédiste et auteur français.
- 4 décembre : Johann Caspar Eisenschmidt (né en 1656), mathématicien français.